# Přesuvna

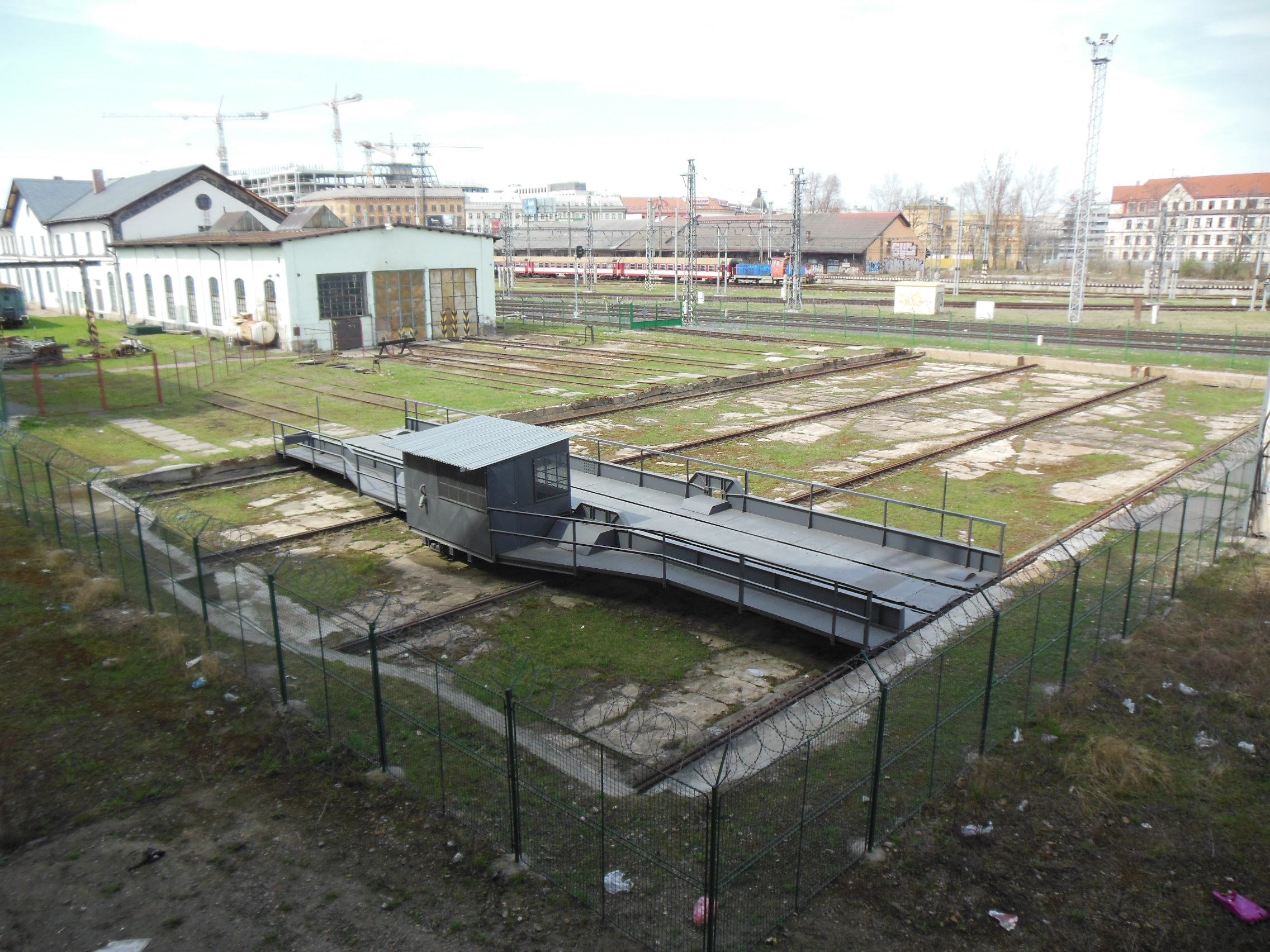
Přesuvna v depu u Masarykova nádraží v Praze

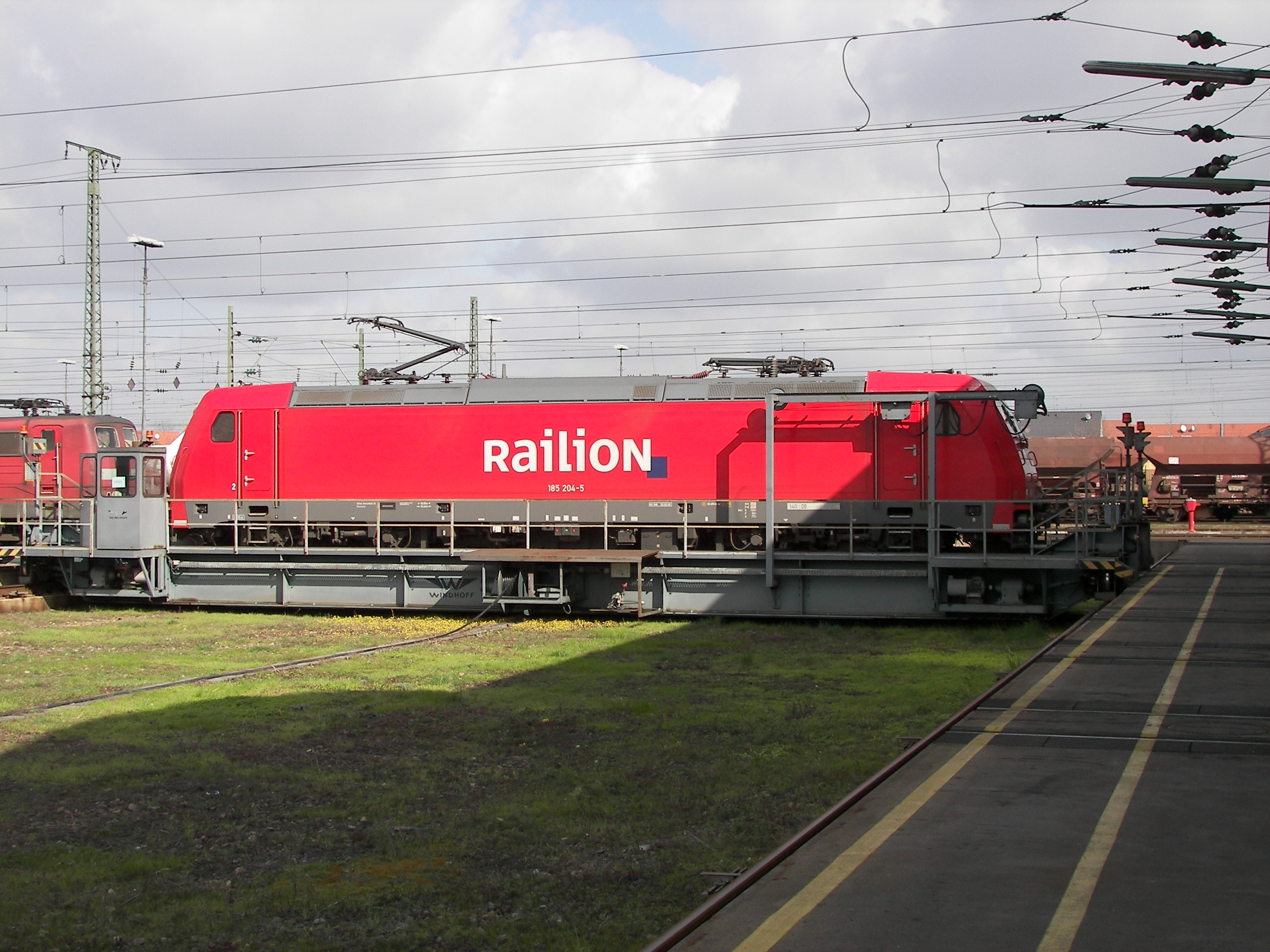
Lokomotiva na přesuvně

Přesuvna kolejových vozidel je zařízení složené z pojížděné koleje (kolejnic) umístěné na pohyblivém roštu, který se pohybuje kolmo na příjezdovou kolej mezi několika pevně zabudovanými souběžnými kolejemi. Slouží k přesunu jednotlivých vozů z příjezdové koleje na jiné koleje a mezi nimi – z příjezdové koleje najede vůz na rošt a poté, co je na něm celou svou délkou, se rošt přesune k jiné koleji a tam zase vůz vyjede ven. Zařízení lze přirovnat k lineární obdobě kruhové točny, která se používala hojně i při deponování parních lokomotiv.
První přesuvny vznikly v železničních dílnách. Vagóny, jak osobní, tak nákladní, se musely od nepaměti vždy po předepsané době prohlížet a popřípadě opravovat. Minimálně byla doplňována a vyměňována vazelína v ložiskách nebo se opravovaly nápisy. Se zvyšujícím se počtem specializovaných pracovišť při opravě/údržbě vagónů se prodlužovala i délka hal. Při rostoucím počtu kolejí v halách se zvyšovala šířka hal i délka kolejového rozvětvení, tj. vznikal větší počet výhybek. Bylo by samozřejmě ideální mít na jedné koleji více pracovišť a železniční vozidla vždy jen kousek posunout na další pracoviště, ale každá možnost prodloužení hal jednou končí. Zároveň i některé provozy musejí být od sebe stavebně odděleny (např. lakovny). Šlo ale tato pracoviště umístit v jedné hale na sousední koleje. A právě k možnému odebrání/přistavení železničního vozidla z příjezdové/odjezdové koleje, k umístění do deponie při čekání na uvolnění pracoviště a hlavně k přistavení na jednotlivá pracoviště sloužily přesuvny. Jednoduše zkracovaly délku objektu. Na přesuvně nešlo vozidla otáčet. Další rozšíření přesuven nastalo v lokomotivních depech, když v provozu začala převažovat moderní hnací vozidla se dvěma stanovišti či kapotované lokomotivy a ustala potřeba lokomotivy otáčet.